# Карпова, Екатерина Александровна
Екатерина Александровна Карпова (род. 11 января 1951) — советская и российская актриса театра. Народная артистка РФ (2009).

## Биография
Родилась 11 января 1951 года.
В 1973 году с отличием окончила Свердловское театральное училище (педагоги — Николаев В. М., Петров А.) и была принята в труппу Орловского драматического театра, где работает по настоящее время.
В 1987 году получила диплом с отличием об окончании актерского курса ГИТИСа.
В 1997 году актриса удостоена почетного звания «Заслуженный артист России».
В 2009 году Екатерина Александровна Карпова была удостоена Почетного звания «Народный артист России».
В течение 15 лет преподавала классическую режиссеру и актерское мастерство в ОГИК. Профессор кафедры РТП.

## Роли в театре
Более ста ррлей сыграно актрисой на сцене театра им.И.С Тургенева. Среди них:
Б. Рацер и В. Константинов «Русский секрет» — Машка, Мэри,
М. Лермонтов «Маскарад» — Нина,
Э. Скриб «Стакан воды» — Абигайль,
Н. Эрдман «Мандат» — Настя,
А. Галин «Звезды на утреннем небе» — Анна,
Д. Вассерман «Человек из Ламанчи» — Альдонса,
Ф. Достоевский «Дядюшкин сон» (Прощальная гастроль князя К) — Москалева,
А. Островский «Блажь» — Серафима,
А. Копит «Папа, папа, бедный папа…» — мадам Розпетл,
Н. Птушкина «Плачу вперед» — Полина,
Т. Уильямс «Татуированная роза» — Серафина,
А. Островский «Доходное место» — Кукушкина,
Н. Саймон «Босиком по парку» — Этель,
Г. Запольская "Мораль пани Дульской " — Дульская.
Б. Нушич «Д-р (Доктор философии)» — Драга
Р. Харвуд «Костюмер» — Мэдж

## Награды и звания
- Заслуженный артист Российской Федерации (1997)
- Народный артист Российской Федерации (2009)[2].